# Nagari Padang Laweh
Nagari Padang Laweh is een bestuurslaag in het regentschap Agam van de provincie West-Sumatra, Indonesië. Nagari Padang Laweh telt 3043 inwoners (volkstelling 2010).